# Hedy-Wunsch-Park

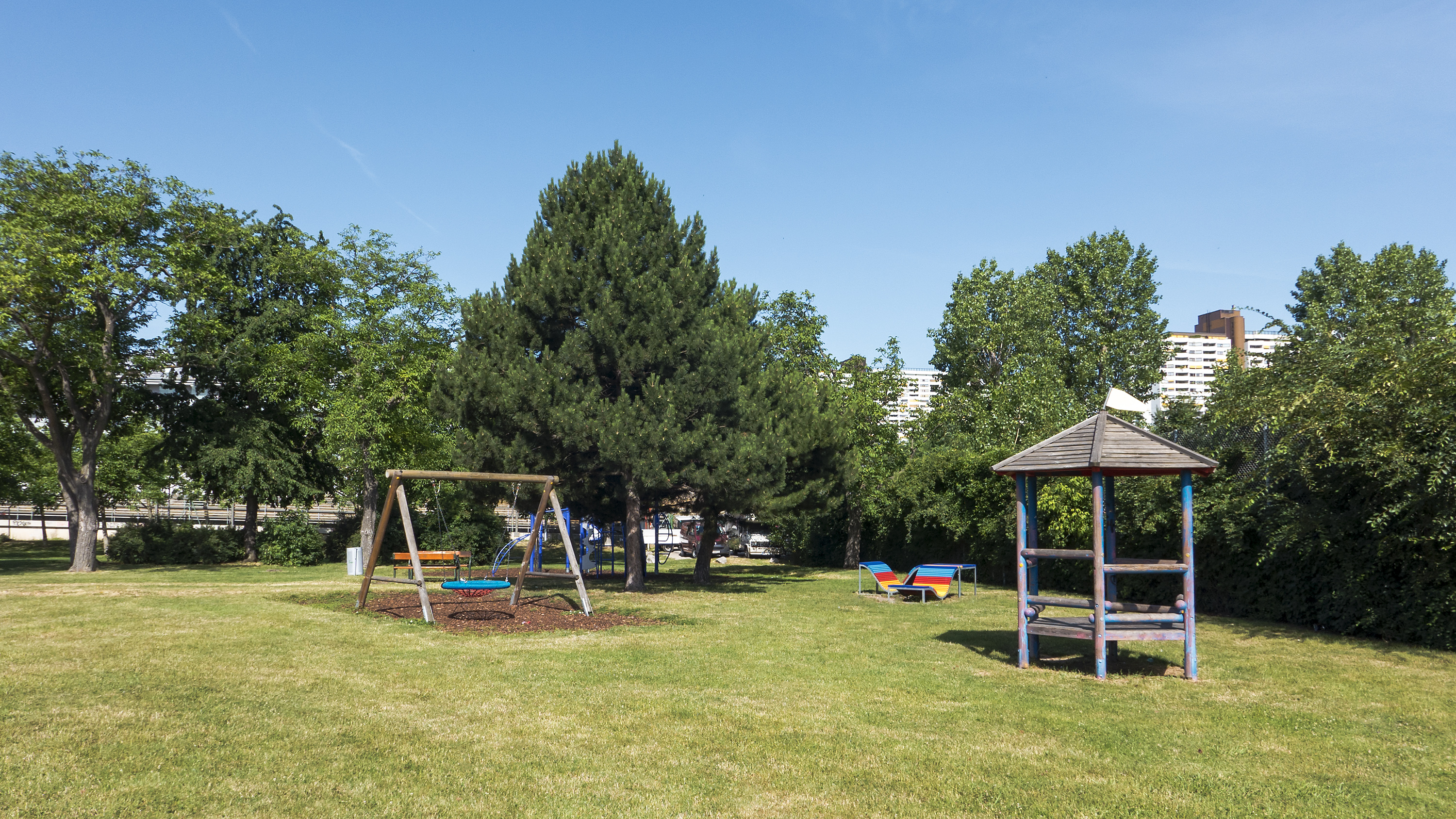
Hedy-Wunsch-Park (2018)

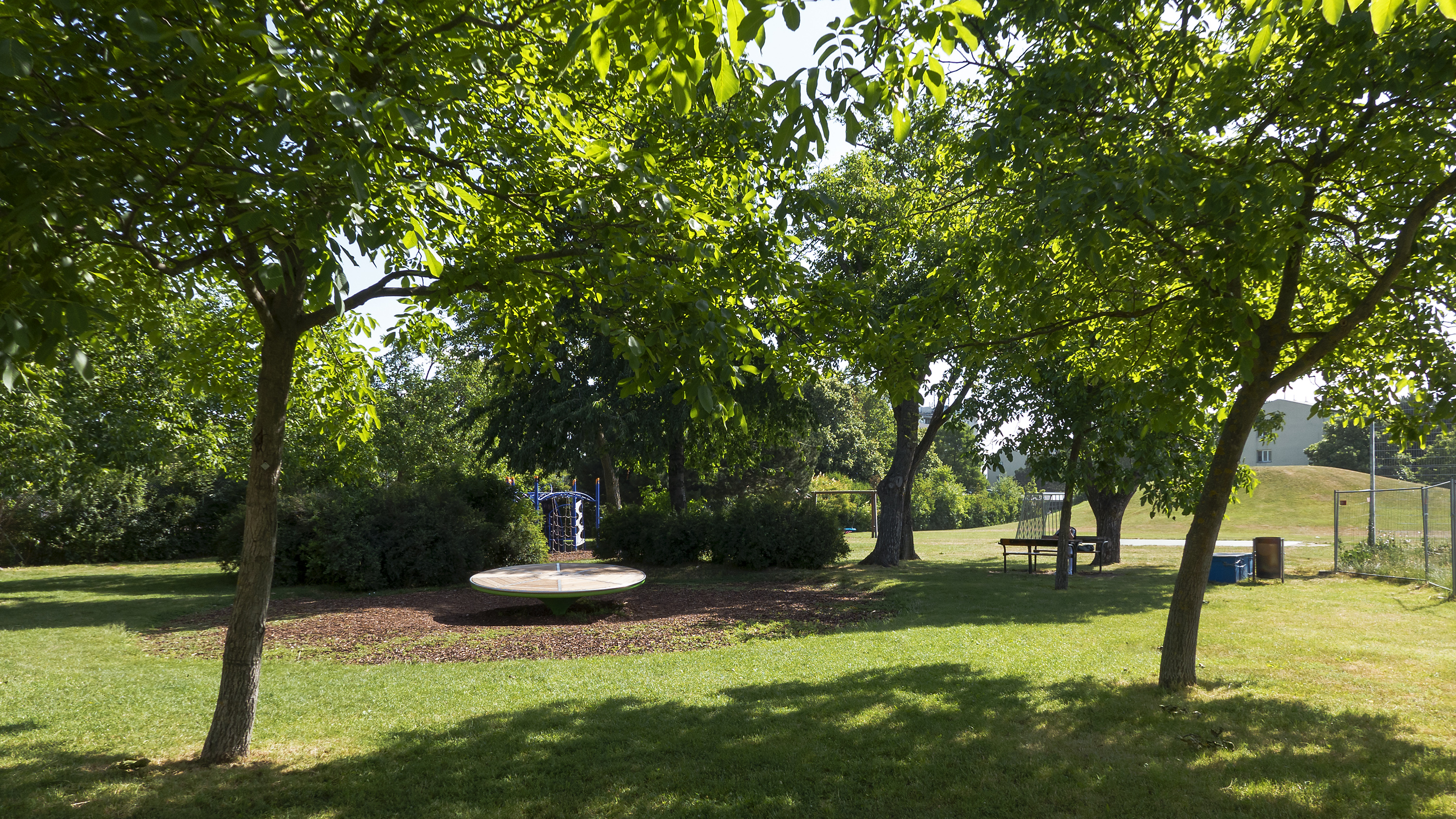
Hedy-Wunsch-Park (2018)

Der Hedy-Wunsch-Park ist ein Wiener Park im 23. Bezirk, Liesing.

## Beschreibung
Der Hedy-Wunsch-Park ist ein ca. 9.000 m² großer Park in Liesing und liegt zwischen dem Erilaweg, der Rößlergasse, der Volksschule Erlaaer Schleife und dem unbenannten Fußweg hinter dieser. Der Park verfügt neben Wiesenflächen und Baumbestand über einen Kinderspielplatz, Fußballplatz, Rodelhügel und Klettertürme.

## Geschichte
Der Park wurde am 8. Mai 2018 im Gemeinderatsausschuss für Kultur, Wissenschaft und Sport der Stadt Wien nach der österreichischen Tischtennis-Staatsmeisterin im Damen-Einzel, Hedwig Stephanie Hedy Wunsch, geborene Matrinsky (1934–2016) benannt, welche zu Lebzeiten in der angrenzenden Wohnhausanlage in der Putzendoplergasse gewohnt hatte. Der Anstoß dazu war ein Fraktionsübergreifender Antrag der Sozialdemokratischen Partei, Freiheitlichen Partei, Österreichischen Volkspartei, GRÜNEN Fraktion, NEOS und Fraktion PRO 23 in der Liesinger Bezirksvertretung.